# 島村俊明
島村 俊明（しまむら しゅんめい、1855年12月18日（安政2年11月10日）- 1896年（明治29年）12月14日）は、幕末から明治時代に活躍した彫刻家である。俊明は号で本名は唐四郎。

## 経歴・人物
宮彫師の家系であった島村俊準の次男として江戸の浅草に生まれる。若くして彫刻に没頭し、明治維新後の16歳で両国の回向院の欄間に十六羅漢の像を彫刻した事により名を馳せた。その後は実家の家業を継ぎ、木彫や後に牙彫をよくする。
1881年（明治14年）には俊明の作品が第2回内国勧業博覧会に出品され受賞され、後に多くの歴史上の人物を牙彫を用いた彫刻像を製作する等、明治時代における牙彫作家の一人として名を馳せた。門人に北村四海らがいる。

## 受賞歴
- 妙技2等賞（1881年）- 第2回内国勧業博覧会にて受賞[2]。

## 主な作品
- 『十六羅漢像』- 回向院に存在[1][2]。
- 『藤原鎌足像』- 現在は東京国立博物館に所蔵[2]。
- 『神武天皇像』
- 『曾我兄弟の仇討ち像』- この作品で第2回内国勧業博覧会に出品[2]。